# كيري كولينز
كيري كولينز (بالإنجليزية: Kerry Collins)‏ هو لاعب كرة قدم أمريكية أمريكي، ولد في 30 ديسمبر 1972 في لبنان في الولايات المتحدة.

## وصلات خارجية
- كيري كولينز على موقع إي إس بي إن.كوم (أن.أف.أل)3
- كيري كولينز على موقع مرجع كرة القدم المحترفة.كوم (الإنجليزية)